# 스윙 엔터테인먼트의 음반
이 문서는 스윙 엔터테인먼트에서 발매한 음반 목록이다.

## 2018년 ~ 2024년
- 2018년 6월 4일 워너원 - 1÷χ=1 (UNDIVIDED)[1]
- 2018년 10월29 아이즈원- COLOR*IZ(라비앙로즈)[2]
- 2018년 11월 19일 워너원- 1¹¹=1 (POWER OF DESTINY)[3]
- 2019년 4월 1일 아이즈원- HART*IZ (비올레타)[4]
- 2019년 5월 20일 김재환 - Another[5]
- 2019년 6월 21일 김재환 - 보좌관-세상을 움직이는 사람들 OST Part.2[6]
- 2019년 8월 26일 김재환 - [Digital Single] 포켓리스트 8/12[7]
- 2019년 8월 27일 X1 - 비상 : QUANTUM LEAP[8]
- 2019년 12월 12일 김재환 - MOMENT[9]
- 2020년 1월 19일 김재환 - 사랑의 불시착 OST Part.5[10]
- 2020년 2월 2일 김재환 - [Digital Single] 안녕[11]
- 2020년 4월 10일 김재환 - [Digital Single] X by X [결핍][12]
- 2020년 5월 7일 나띠 - [Digital Single] NlNETEEN[13]
- 2020년 5월 23일 김재환 - [Digital Single] [Vol.56] 유희열의 스케치북 : 서른세 번째 목소리 `유스케 X 김재환`[14]
- 2020년 6월 6일 김재환 - 더 킹 : 영원의 군주 OST Part.13[15][16]
- 2020년 8월 23일 김재환 - [Digital Single] 안녕 못해[17]
- 2020년 9월 29일 김재환 - 청춘기록 OST Part.5[18]
- 2020년 11월 12일 나띠 - [Digital Single] TEDDY BEAR
- 2020년 11월 30일 김재환 - [Digital Single] 모든 순간에 (바니와 오빠들 X 김재환)[19]
- 2020년 12월 7일 IZ*ONE - One-Reeler / Act IV[20]
- 2020년 12월 13일 김재환 - [Digital Single] 故김현식 30주기 헌정앨범 “추억 만들기” Part.3[21]
- 2021년 1월 26일 IZ*ONE - [Digital Single] D-D-Dance
- 2021년 2월 15일 IZ*ONE - [Digital Single] ZERO:ATTITUDE[22]
- 2021년 3월 29일 SHY - [Digital Single] 흘러가는 시간 속에서
- 2021년 4월 7일 김재환- Change
- 2021년 4월 16일 A.C.E - [Digital Single] Down
- 2021년 5월 26일 김재환 - [Digital Single] 새까맣게
- 2021년 6월 23일 A.C.E- SIREN:DAWN
- 2021년 7월 4일 김영흠 - [Digital Single] 그립다
- 2021년 7월 23일 김재환 - 보이스 4 OST Part.5[23]
- 2021년 9월 2일 A.C.E - Changer : Dear Eris
- 2021년 9월 26일 김재환 - 갯마을 차차차 OST Part.5[24]
- 2021년 11월 8일 소유 - IDOL (아이돌 : The Coup) OST Part.1[25]
- 2021년 11월 15일 허각 - [Digital Single] 작은 온기[26]
- 2021년 11월 22일 허각 - [Digital Single] 술이야 (REVIBE Vol.5)
- 2021년 12월 21일 허각 - [Digital Single] 너 없이 사는 게 (N번째 연애 X 허각)
- 2021년 12월 24일 A.C.E - [Digital Single] Christmas Time
- 2021년 12월 27일 김재환- THE LETTER
- 2022년 1월 3일 Kep1er - FIRST IMPACT[27]
- 2022년 1월 7일 A.C.E - 트레이서 OST Part.1
- 2022년 1월 3일 하성운 - 꽃 피면 달 생각하고 OST Part. 3
- 2022년 1월 21일 소유 - [Digital Single] X by X [꿈][28]
- 2022년 1월 27일 워너원 - [Digital Single] B-Side
- 2022년 2월 6일 김재환 - [Digital Single] 나에게 말해요 (김재환 X soundtrack#1)[29]
- 2022년 2월 9일 하성운 - YOU
- 2022년 2월 9일 VIVIZ - Beam Of Prism
- 2022년 2월 10일 허각,소유 - [Digital Single] Fine
- 2022년 3월 5일 이무진 - [Digital Single] [Vol.127] 유희열의 스케치북 With you : 여든 두번째 목소리 '유스케 X 이무진'
- 2022년 4월 12일 비오 - [Digital Single] LOVE me
- 2022년 4월 14일 하성운 - [Digital Single] LA LA POP!
- 2022년 4월 20일 김영흠 - [Digital Single] 국민가수 솔로 프로젝트 Color Film #2
- 2022년 4월 23일 이무진 - [Digital Single] [Vol.133] 유희열의 스케치북 With you : 여든 여섯 번째 목소리 '유스케 X 잔나비 최정훈&이무진'[30]
- 2022년 4월 24일 하성운 - 우리들의 블루스 OST Part.4[31]
- 2022년 4월 27일 소유 - Day & Night
- 2022년 4월 29일 김재환 - 별똥별 OST Part.2[32]
- 2022년 5월 27일 Kep1er - [Digital Single] 미정[33]
- 2022년 6월 5일 김재환 - [Digital Single] 달팽이
- 2022년 6월 14일 은하 - [Digital Single] 텔레파시 (상수리나무 아래 X 양요섭 X 은하)[34]
- 2022년 6월 20일 Kep1er - DOUBLAST
- 2022년 6월 23일 이무진 - Room Vol.1
- 2022년 7월 6일 VIVIZ - Summer Vibe
- 2022년 7월 13일 김재환 - [Digital Single] 삭제
- 2022년 8월 20일 렌 - Listen-Up(리슨업) EP.4[35]
- 2022년 8월 24일 하성운 - Strange World
- 2022년 9월 5일 김재환 - Empty Dream
- 2022년 9월 7일 Kep1er - [Japan Digital Single] FLY-UP
- 2022년 9월 17일 소유 - [Digital Single] 히든싱어7 - Episode.5[36]
- 2022년 9월 23일 Kep1er - [Digital Single] Sugar Rush
- 2022년 9월 29일 비오 - Five Senses
- 2022년 10월 13일 Kep1er - TROUBLESHOOTER
- 2022년 10월 16일 허각 - [Digital Single] My First Love (나와 결혼해 줄래요)[37]
- 2022년 10월 27일 VIVIZ - [Digital Single] Rum Pum Pum
- 2022년 10월 28일 김재환 - 조조코믹스(네이버웹툰) 웹툰 OST Part.2
- 2022년 11월 5일 소유 - 금수저 OST Part.8
- 2022년 11월 6일 이무진 - [Digital Single] 개똥벌레 (영화 '동감' X 이무진)
- 2022년 11월 6일 허각 - [Digital Single] 구해줘
- 2022년 11월 9일 허각 - [Digital Single] 압구정로데오
- 2022년 11월 14일 VIVIZ - [Digital Single] 늘 지금처럼 (영화 '동감' X VIVIZ (비비지))
- 2022년 11월 17일 소유 - 얼어죽을 연애따위 OST Part.7
- 2022년 12월 6일 이무진 - [Digital Single] PLAYLIST SEASON2 (플레이리스트 시즌2) OST
- 2022년 12월 21일 소유 - [Digital Single] 다시,별 #01
- 2022년 12월 24일 은하 - 금혼령, 조선 혼인 금지령 OST Part.2
- 2023년 1월 31일 VIVIZ - VarioUS
- 2023년 2월 8일 하성운 - [Digital Single] Snowy Stars
- 2023년 2월 9일 허각 - [Digital Single] Endless
- 2023년 2월 16일 비오 - [Digital Single] Akita
- 2023년 3월 20일 김재환 - [Digital Single] 봄바람
- 2023년 3월 22일 비오 - [Digital Single] [BILLION MUSIC PROJECT VOL.1][38]
- 2023년 4월 10일 Kep1er - Lovestruck!
- 2023년 4월 9일 은하 - [Digital Single] 우리의 봄 : 후우(Who?)[39]
- 2023년 4월 18일 소유 - [Digital Single] 우리는 매일 이별을 향해 걸어가지
- 2023년 4월 28일 소유 - 조선변호사 오리지널 사운드 트랙 4
- 2023년 4월 28일 허각 - [Digital Single] 물론
- 2023년 5월 9일 이무진 - [Digital Single] 잠깐 시간 될까
- 2023년 5월 11일 VIVIZ - 보라!데보라 OST Part.7
- 2023년 5월 21일 허각 - [Digital Single] 운다 운다
- 2023년 5월 23일 마이티 마우스 - [Digital Single] 슬램덩크
- 2023년 6월 13일 렌 - Ren’dezvous
- 2023년 6월 20일 김재환 - J.A.M
- 2023년 6월 25일 허각 - [Digital Single] 훅 까놓고 말해서 Part.2
- 2023년 6월 30일 비오 - [Digital Single] Baby[40]
- 2023년 7월 6일 Kep1er - [Digital Single] RESCUE TAYO
- 2023년 7월 11일 김재환 - [Digital Single] 시작되는 연인들을 위해
- 2023년 7월 26일 소유 - Summer Recipe
- 2023년 7월 29일 추플렉스 - [Digital Single] Super Korean
- 2023년 8월 1일 VIVIZ - 소용없어 거짓말 OST Part.1
- 2023년 8월 24일 허각 - [Digital Single] Happiness[41]
- 2023년 9월 8일 이무진 - [Digital Single] 측정거부
- 2023년 9월 10일 허각 - [Digital Single] 허용별 프로젝트 #1
- 2023년 9월 25일 Kep1er - Magic Hour
- 2023년 10월 28일 이무진 - 무인도의 디바 OST Part.1
- 2023년 11월 2일 VIVIZ - VERSUS
- 2023년 11월 4일 이무진 - 뮤직인더트립 OST Part.1
- 2023년 11월 7일 A.C.E - [Digital Single] Effortless
- 2023년 11월 11일 이무진 - 뮤직인더트립 OST Part.2[42]
- 2023년 11월 16일 A.C.E - Angel
- 2023년 11월 22일 Kep1er - [[Japan Digital Single] FLY-HIGH
- 2023년 11월 26일 이무진 - [Digital Single] 청춘이 버겁다 (Prod. 정동환) (베일드뮤지션 X 이무진 with 화곡동)
- 2023년 11월 28일 비오 - [Digital Single] 미쳐버리겠다 (MAD)
- 2023년 12월 13일 이무진 - [Digital Single] 에피소드
- 2023년 12월 18일 A.C.E - [Digital Single] Christmas Love
- 2024년 2월 22일 A.C.E - My Girl : "My Choice"
- 2024년 5월 8일 Kep1er - [Japan] Kep1going